# Ostre eozynofilowe zapalenie płuc
Ostre eozynofilowe zapalenie płuc – choroba płuc z obecnością nagromadzonych eozynofilów w pęcherzykach płucnych oraz tkance śródmiąższowej płuc. 
Choroba może występować w każdym wieku. Mediana wieku wynosi 29 lat. Około 40% chorych to palacze. U części z nich ostre zapalenie rozwija się krótko po rozpoczęciu palenia. 
Występuje gorączka, duszność, ból mięśni oraz ból opłucnowy. W czasie od 1 do 5 dni rozwija się niewydolność oddechowa. Zazwyczaj jest wymagane wspomaganie oddechu. Niekiedy choroba przebiega w sposób bardziej przewlekły, jednak nie trwa dłużej niż 30 dni. 
Rozpoznanie ustala się na podstawie wysokiej eozynofilii z BAL oraz stanu klinicznego. W badaniu RTG stwierdza się rozsiane śródmiąższowe zmiany. Czasem może wystąpić również płyn w płyn w jamie opłucnej, w którym stwierdza się wysoki poziom eozynofilów. Liczba eozynofilów we krwi obwodowej może nie ulec zmianom i być na prawidłowym poziomie. 
Do rozpoznania ostatecznego należy wykluczyć zapalenia płuc o etiologii wirusowej, ARDS oraz ostre zapalenie śródmiąższowe płuc. 
Stosuje się metyloprednizolon (dawka 125 mg co 6 godzin, dożylnie) do uzyskania poprawy stanu klinicznego, głównie ustąpienia objawów niewydolności oddechowej. Następnie podaje się prednizon w dawce 40-60 mg przez okres 2-4 tygodni. Nie obserwuje się nawrotów choroby.